# Жиро, Франсис
Франси́с Иво́н Жиро́ (фр. Francis Yvon Girod; 9 октября 1944, Сенблансей, Эндр и Луара, Франция — 19 ноября 2006, Бордо, Жиронда, Франция) — французский кинорежиссёр, сценарист и продюсер.

## Биография
Жиро начинал свою кинематографическую карьеру с подёнщины: был ассистентом режиссёра у Жана-Пьера Моки, Роже Вадима, Франсуа Рейшенбаха. Пробовал свои силы на ниве журналистики, откуда попал на телевидение, где стал сначала режиссёром, а после продюсером (в частности у Жака Руффио). Увлёкся Гран-Гиньолем, что нашло своё отражение в полнометражном дебюте «Адское трио» (1974), ставшем участником внеконкурсной программы 27-го Каннского кинофестиваля. Снимая игровое кино, параллельно работал на телевидении, где создал успешный сериал «Рене-тросточка». Набравшись опыта визуального решения, он долго не мог найти подходящий литературный материал. Встреча с писателем Жоржем Коншоном, ставшим его соавтором, подняло творчество режиссёра на новый уровень. Снимался в фильмах других режиссёров («Занзибар» Кристин Паскаль, 1988).
Был членом жюри Кинофестиваля в Авориазе (1981) и 44-го Берлинского международного кинофестиваля (1994).

## Избранная фильмография

### Режиссёр
- 1974 — Адское трио / Le Trio infernal
- 1977 — Рене-тросточка / René la Canne
- 1978 — Исступление / L'État sauvage
- 1980 — Банкирша / La Banquière
- 1982 — Старший брат / Le Grand Frère (участник конкурсной программы 39-го Венецианского кинофестиваля)
- 1984 — Такова моя воля / Le Bon Plaisir
- 1986 — Сошествие в ад / Descente aux enfers
- 1988 — Детство искусства / L'Enfance de l'art
- 1990 — Ласнер / Lacenaire
- 1991 — Против забвения / Contre l'oubli (эпизод «Pour d'Archana Guha, Inde»)
- 1994 — Аппетитный малыш / Délit mineur
- 1995 — Люмьер и компания / Lumière et Compagnie
- 1996 — Время действовать / Passage à l'acte
- 1998 — Терминал / Terminale
- 2001 — Дурные манеры / Mauvais Genres
- 2006 — Идеальный друг / Un ami parfait
- 2006 — Русский дядюшка / L'Oncle de Russie

### Сценарист
- 1969 — Слоган / Slogan
- 1969 — Сирокко / Sirokkó
- 1974 — Адское трио / Le trio infernal
- 1977 — Рене-тросточка / René la canne
- 1978 — Исступление / L'état sauvage
- 1980 — Банкирша / La Banquière
- 1982 — Старший брат / Le grand frère (участник конкурсной программы 39-го Венецианского кинофестиваля)
- 1984 — Такова моя воля / Le bon plaisir
- 1986 — Сошествие в ад / Descente aux enfers
- 1988 — Детство искусства / L'enfance de l'art
- 1990 — Ласнер / Lacenaire
- 1994 — Аппетитный малыш / Délit mineur
- 1996 — Время действовать / Passage à l'acte
- 1998 — Терминал / Terminale
- 2001 — Дурные манеры / Mauvais genres
- 2006 — Идеальный друг / Un ami parfait
- 2006 — Русский дядюшка / L'Oncle de Russie

### Продюсер
- 1967 — Горизонт / L'horizon
- 1969 — Слоган / Slogan (исполнительный продюсер)
- 1975 — Семь смертей по рецепту / 7 morts sur ordonnance (ассоциированный продюсер)
- 1978 — Исступление / L'état sauvage

## Награды
- 1984 — номинация на лучший адаптированный сценарий «Сезар» (с Франсуазой Жиру за фильм «Такова моя воля»)
- 1988 — номинация Золотая пальмовая ветвь 41-го Каннского кинофестиваля (за фильм «Детское искусство»)